# Monikie
Monikie ist ein Dorf im gleichnamigen Parish in der schottischen Council Area Angus. Es liegt sechs Kilometer nördlich von Monifieth und hatte 479 Einwohner im Jahr 1991.
Ebenfalls im Parish befinden sich die Siedlungen Craigton, Newbigging und Kirkton of Monikie. In der Nähe befindet sich Affleck Castle, das mit den Clans Lindsay und Auchinleck verbunden ist. Auf dem Downie Hill, in der Nähe des ehemaligen Panmure House, steht das Panmure Testimonial, das im 19. Jahrhundert von dankbaren Pächtern errichtet wurde, um an die Großzügigkeit des Earl of Panmure zu erinnern.
Monikie grenzt an den Monikie Country Park, der zwei Stauseen umfasst, die aus den Jahren 1847 bis 1853 stammen und die Stadt Dundee versorgten. Sie wurden zuletzt im April 1981 als Wasserquelle genutzt und zu einem Country Park ausgebaut, der im August 1981 eröffnete.